# Новинарство
Новинарство или журналистика (фр. journalisme, од фр. journal – журнал = „новине”), је област комуникационих наука, професија и вештина сакупљања, припреме, уређивања и дистрибуције вијести путем низа медија као што су памфлети, новине, магазини, књиге, радио, телевизија, а у новије време и преко савремених дигиталних комуникација као што је интернет. Појам новинарство се у почетку односио на преношење актуелних догађаја широј публици, преко штампаних медија као што су новине, али са развојем новијих технологија, као што су радио, телевизија и интернет, значење појма проширило и данас подразумева све штампане, електронске и дигиталне медије преко којих се преносе актуелна дешавања.
Схватање одговарајуће улоге новинарства варира међу земљама. У неким нацијама, медији су под утицајем владиних интервенција, и нису потпуно независно тело. У другима, медији су независни од владе, али је њихова профитна мотивација у сукобу са уставним заштитама слободе штампе. Приступ слободно доступним информацијама које прикупљају независна и конкурентна новинарска предузећа са транспарентним уредничким стандардима могу да омогуће грађанима да ефективно учествују у политичком процесу. У Републици Србији, право на слободу медија и изражавања је заштићено Уставом Републике Србије. У 2020. години, Србија је на 93. месту у свету на листи рангирања земаља по питању слободе извештавања, према извештају организације "Репортери без граница"..
Улога и статус новинарства, заједно са улогом и статусом масовних медија, је прошла кроз мноштво промена током задњих деценија са напретком дигиталне технологије и објављивањем вести на интернету. Ово је довело до промена у потрошњи канала штампаних медија, пошто људи све више читају вести путем е-читача, паметних телефона и других електронских уређаја. Тиме су новинске организације подстакнуте да у потпуности монетизују своје дигитално крило, као и да импровизацију у контексту у којем они објављују вести у штампи. У медијским просторима редакције су смањиле број свог особља и покриће путем традиционалних медијских канала, као што је телевизија, како би се ускладили са опадајућом потражњом. На пример, између 2007 и 2012,  је редуковала своје покриће на скоро половину свог оригиналног трајања емисија.
Ова компактност покрића је повезана са широко заступљеним осипањем публике, пошто велика већина учесника недавних студија показује промене преференција у погледу конзумирања вести. Дигитална ера је произвела нову врсту новинара у којој обични грађани имају већу улогу у процесу стварања вести, са порастом заступљености грађанског новинарства омогућеног доступношћу интернета. Користећи видео камере опремљене микрофонима, активни грађани сад имају могућност прављења снимака вести о догађајима и отпремања на канале попут Јутјуба, које често откривају и користе главни медији. У међувремену, лак приступ новостима путем мноштва онлајн извора, као што су блогови и други друштвени медији, довео је до тога да читаоци имају могућност приступа вестима са знатно ширег опсега званичних и незваничних извора, уместо само од традиционалних медијских организација.

## Продукција
Новинарске конвенције варирају од земље до земље. У Сједињеним Државама, новинарством се баве медијске организације као и појединци. Блогери су често, али не увек, новинари. Савезна трговинска комисија захтева да блогери који добијају бесплатне промотивне поклоне, а затим пишу о тим производима, морају да објаве да су примили бесплатне производе. Сврха тога је елиминисање сукоба интереса и заштита потрошача.
„Лажне вести” су дистрибуиране информације које намерно нису истините или су произведене од стране непоузданих организација. Лажне вести се лако шире на друштвеним медијима као што су лажни новински вебсајтови. Читаоци могу да утврде да ли је вест лажна по томе да ли је објављена од стране кредибилне новинске организације. Веродостојна новинска организација је инкорпорирани ентитет; има уредништво; и има јасну поделу између уредничких и огласних одељења. Веродостојне новинске организације, и њихови запослени, припадају једној или више професионалних организација, као што су Америчко удружење новинара, Друштво професионалних новинара, Истраживачки новинари и уредници, или Светско удружење онлајн новинара. Све те организације имају етичке кодове којих се чланови морају придржавати. Многе новинске организације имају своје сопствене етичке кодове којима се руководе новинари професионалних публикација. Њујорк тајмсов кодекс стандарда и етике се сматра посебно ригорозним.
Кад пишу причу, новинари имају у виду објективност и наклоност. Неки типови прича имају за циљ представљање ауторових личних мишљења; други типови прича су уместо тога у већој мери неутрални или балансирани. У физичким новинама, информације су организоване у секције и стога се лако може видети које приче су мишљења, а од којих се очекује неутралност. У онлајн издањима, многе од тих подела нису јасне. Читаоци морају да обрате пажњу на наслове и елементе дизајна да би осигурали да разумеју новинарове намере. Комади са мишљењима генерално пишу регуларни колумнисти или се појављују у специфичним секцијама. Репортаже, најновије вести, и чисте вести генерално нису перспективе.
Према Роберту Мекчеснију, здраво новинарство у демократској земљи мора да пружи мишљење људи на власти и оних који желе да буду на власти, мора да произведе опсег мишљења и мора да узме у обзир информативне потребе свих људи. Многе дебате расправљају о томе да ли се од новинара „очекује” да буду „објективни” или „неутрални”. Новинари су људи који производе вести из и као део одређеног друштвеног контекста. Они се руководе професионалним етичким кодексима и труде се да представљају све легитимне тачке гледишта.

## Репортажа
„Репортажа је метод писања медијског текста који има посебну популарност код медијске публике.” Репортажа је композицијски и структурално лабав концепт садржаја.
Репортажа не познаје шаблоне ни правила, када је реч о структури садржаја репортажног текста. Писац репортаже бира и одређује гледиште и „компонује” садржај репортаже. Циљ писања репортаже је да изазове одређени степен емпатичности медијске публике. Репортажу одликује „лежернији” стил писања, због чега се често схвата као уметничка форма писања у медијима.
„У репортажама се појављују не само когнитивне и конативне функције језика већ и естетска и експресионистичка функција, с обзиром на степен уношења емоција, детаља, динамике, слика и сл”.
Писац репортаже комбинује фактографију са дескрипцијом, личним импресијама и сликама актера или саговорника. „Изношење детаља од посебне је важности за сваки текст репортаже, а компоновање детаља са фактографијом неминовни је захтев за писца репортаже.”
Савремена репортажа ни по форми није усклађена нити стандардизована. Може бити различите новинарске дужине. Раније се сматрало да добра репортажа не постоји ако је не прати ¾ картице новинарског текста. Краћи текстови писани у стилу репортаже сматрани су цртицама. Потискивањем цртице из медијске продукционе праксе, форма репортаже постала је флексибилнија.
У онлајн медијима, под репортажом се често налазе садржаји који би некада били означени као новинарске цртице или кратке приче. Репортажу пишу најчешће новинари са посебним сензибилитетом према друштвеној стварности.

### Врсте
Репортажа може бити новинарска и уметничка.
Новинарска репортажа је по обиму кратка, жива, убедљива слика о савременом, свакодневном животу и људима.
У новинарској репортажи писац не пише о себи. Једино је допуштено да новинар изнесе став о људима и појавама, али веома кратко, јасно и конкретно.
Уметничка репортажа има све елементе као и новинарска, али је ближа правој приповеци.
Репортажа има широк круг читалаца јер се редовно налази у дневној штампи.
Добар писац репортажа не преноси само чињенице, већ и атмосферу догађаја, прецизна запажања, износи мноштво детаља, уверљивих и истинитих цитата. Бави се преносом драматургије и анализом догађаја.
Значај репортаже огледа се у томе што је многи истраживачи и теоретичари користе као секундарни извор информација.

### Радио и ТВ репортажа
Радио и ТВ репортажа су, сразмерно значају и утицају који остварују, поља изузетно јако мало обрађивана.
Данашњи радио и телевизија су превазишли оне класичне уџбеничке поделе репортажа на: социјалне, путописне, ратне спортске, научне итд., јер су постале компилација свега тога.
Постоји још једна техничка подела, а то је подела према медију у коме се репортажа објављује. Тако се у новинама и часописима објављује новинска, на радију- радијска, а на телевизији, наравно, телевизијска.
,, Циљ радио и ТВ репортаже је да буду документи времена, онај печат који оставља траг у животу. И још више, да мења и сам живот и људе, да креира њихове ставове, едукује, опомиње, једноставно, да буде свест људи и времена садашњег."‍:pp. 48

## Улога
Током 1920-их, док је модерни журнализам почињао да поприма своју форму, писац Волтер Липман и амерички филозоф Џон Дјуи дебатовали су улогу новинарства у демократији. Њихове различите филозофије и даље карактеришу дебату о улози новинарства у друштву и држави.
За Липмана, новинарство испуњава улогу посредника, или преводиоца, између опште јавности и политичке елите. Липман је резоновао да
јавност није у могућности да процењује све комплексније стање флуктуације чињеница модерног друштва; и да стога постоји потреба за посредником који би филтрирао вести. Новинари врше ту посредничку улогу, записујући размену информација међу елитама, дестилишући је, и преносећи обрађени садржај на јавност. Јавност може да утиче на одлуке елите путем изборних гласања; у међувремену, елита води посао употребе моћи. Ефективно, Липманова филозофија ставља јавност на дно ланца моћи, тако да она наслеђује своје информације од елите.
Липманов елитизам је имао последице које је он сам осуђивао. Као апостол историцизма и науцизма, Липман није само сматрао да је демократска влада проблематична вежба, већ је сматрао да су свим политичким заједницама, без обзира на опредељење, потребне смјернице трансцендентног партизанства ради тачних информација и непристрасног расуђивања. У делима „Слобода и вести” (1919) и "Јавно мњење" (1921) Липман је изразио наду да слобода може да буде редефинисана тако да се узме у обзир научна и историјска перспектива и да би се јавним мњењем могло управљати системом базираним на подацима и изван владе. Стога би слобода новинара била посвећена прикупљању проверљивих чињеница, док би коментатори попут њега стављали вести у ширу перспективу. Липман је осуђивао утицај моћних издавача новина и преферирао одлуке „стрпљивих и неустрашивих људи науке”. Тиме је оцрњивао не само мишљење већине, већ и мишљења оних који су имали утицај и моћ. У републичком облику власти, представници бивају изабрани и од њих се очекује поштовање основних принципа и политичких институција у политици. Липманово неслагање је било са самим тим принципима и институцијама, јер су они производи пренаучног и преисторијског становишта и тога што је за њега било неоснована политичка филозофија природних права.
Липман се окренуо против онога што је назвао „колективизмом” у прогресивном покрету који је подстакао својом одсуством подршке темеља америчке политике и владе, и на крају написао дело „Јавна филозофија” (1955), које је била врло близу повратку на принципе оснивача америчке федерације.
Дјуи, је с друге стране, сматрао не само да је јавност способна да разуме отворена питања или да пружи одговор елити, него исто тако да одлуке треба да буду донесене на јавним форумима након дискусије и дебате. Када се питања темељно преиспитају, најбоље идеје испливају на површину. Дјуи је сматрао да новинари треба да чине више од једноставног преноса информација. Он је сматрао да они треба да процењују последице одлука које се доносе. С временом, његова идеја је спроведена у различитим степенима, и обично је позната као "новинарство заједнице".
Концепт новинарстава заједнице је у средишту нових збивања у новинарству. У овој новој парадигми, новинари могу да ангажују грађане, стручњаке и елите у предлагању и стварању садржаја. Иако постоји претпоставка једнакости, Дјуи је још увек наглашавао стручност. Дјуи је веровао да је заједничко знање масе далеко супериорније од знања појединца. Стручњаци и научници су добродошли у Дјуиовом окружењу, али не постоји хијерархијска структура која је присутна у Липмановом разумевању новинарства и друштва. Према Дјуију, разговор, дебата и дијалог леже у срцу демократије.
Док Липманова новинарска филозофија може да буде прихватљивија за владине лидере, Дјуијев приступ је свеобухватнији опис начина на који новинари виде своју улогу у друштву, а и на који друштво очекује да ће новинари функционисати. Американци, на пример, могу да критикују нека од прекорачења које су починили новинари, мада они углавном очекују од новинара да преиспитују и критикују поступке владе, бизниса и других актера, те да омогуће људима да донесу информисане одлуке о питањима датог времена.

### Елементи
Бил Ковач и Том Росенстиел предлажу неколико смерница за новинаре у својој књизи Елементи новинарства. Због тога што је новинарство првенствено лојално грађанима, новинари су обавезни да говоре истину и морају да служе као независни монитор моћних појединаца и институција у друштву. Суштина новинарства је да пружи грађанима поуздане информације кроз дисциплиновану верификацију.

## Подела новинара
Новинари се деле на новинаре писце и новинаре уреднике. Новинари писци прикупљају и пишу информације у облику текста. На радију га понекад сами и читају, а на телевизији га често сами, у монтажи, повезују с видеозаписом.
Новинари уредници обично воде рачуна о фазама које претходе раду новинара писца или се на њега настављају: они најпре наручују и организују прикупљање одређених информација, а затим одлучују о важности добијених информација и њиховој занимљивости за објављивање. Они одређују колико опширан текст треба да буде, и какво ће место добити у листу или емисији. Новинари уредници одлучују и о томе каквом ће најавом, насловом и сликом попратити информацију.

## Образовање новинара
Универзитетске установе за образовање новинара могу се свести на три основна типа:
Британски модел који се више ослања на систем практичног образовања уз минималну теорију, универзитетски модел који даје више места теорији над праксом и мешовити модел, који комбинује та два основна модела образовања новинара. Најрепрезентативнији програм новинарског школовања остварен је на Вашингтонском и Универзитету Колумбија, где су развијене катедре за новинску технологију, рекламу, радио-телевизијско новинарство, новинарску методологију.

## Радни услови новинара
Новинари раде у свако време и у различитим условима, зависно од захтева посла, задатка или организације рада. Они обавештавају у ратовима, потресима и поплавама, о несрећама и убиствима. Сатима седе на седницама. Радно време новинара зависи од врсте медија и од посла унутар редакције. Често раде под притиском краткога рока у којем морају обавити посао, ограниченог простора који може заузети њихов прилог, одговорности за тачност те понекад, нажалост, и политичке подобности информације.

## Запошљавање и зараде
Посљедњих година је дошло до експанзије масовних медија: основани су десеци нових листова - политичких али и стручних, штампају се локални листови, листови удружења и друге публикације, намењене неком посебном, мањем или већем делу становништва. Оснивају се и нове новинске агенције, радиостанице па и телевизијске станице, тако да је последњих година стопа запосленост порасла. Очекује се да ће се такав тренд наставити следећих година. У погледу зараде, за почетника је нешто већа у односу на друга занимања која траже диплому, а за новинаре с искуством уговарају се готово сасвим слободно, зависно од посла и угледа.

## Новинари и етика
Већ при првим професионалним корацима новинари се сусрећу с етичким дилемама. Иако разни постојећи кодови имају неке разлике, већина њих дели заједничке елементе укључујући принципе истиности, тачности, објективности, непристрасности, правичности и одговорности јавности. Међународна федерација новинара донела је декларацију која служи као етнички стандард професионалног понашања новинара. Она има 9 чланака:
- Поштовање истине и права јавности на истину, права је дужност новинара.
- У обављању својих дужности, новинар ће увек бранити начела слободе и право на објективан коментар или критику.
- Новинар ће извештавати у складу с чињеницама чије порекло добро познаје. Новинар неће изоставити битну информацију или кривотворити документе.
- Новинар ће се увек користити моралним методама, како би дошао до вести, фотографије или документа.
- Новинар ће све предузети како би исправио објављену информацију чим се испостави да је нетачна, па и без интервенције исправка.
- Новинар ће поштовати професионалне тајне о изворима информације коју је добио у поверењу.
- Новинар је свјестан опасности од дискриминације коју неретко подстичу медији, те ће све учинити да избегне продубљивање такве дискриминације, посебно оне која је утемељена на разликама у раси, полу, вери итд.
- Новинар ће неће упустити у објављивање плагијата, злобне погрешне интерпретације, клевете и неосноване оптужбе, као и прихватање мита ради штампања неке информације.
- Новинар вредан овога назива сматраће својом дужношћу да следи већ споменута начела.